# Wilhelm Tschirch
Friedrich Wilhelm Tschirch (Lichtenau en Lauban, 1818 - Gera, 1892) fou un compositor alemany del Romanticisme.
Es distingí especialment com a director d'orquestra i cors i com a compositor d'obres corals, algunes de les quals adquiriren merescuda popularitat tant en Alemanya com a Amèrica del Nord, país que visità el 1869, donant conèixer en les principals ciutats (Filadèlfia, Nova York, Baltimore i Washington D.C.) les seves obres d'aquest gènere.
Entre les seves obres cal destacar:
- Eine Nacht auf dem Meer (premiada en un concurs);
- Der Sängerkampf i Die Harmonie;

Havent escrit duran la seva estança als Estats Units el seu poema coral, de gran efecte, Am Niagara. També deixà escrites una Missa, l'òpera Meister Martin, estrenada a Leipzig el 1861, i molta música de concert per a piano, que signava amb el pseudònim Alexander Czersky.